# Sint-Truidense VV in het seizoen 2018/19
Sint-Truiden kwam in het seizoen 2018/19 uit in de Belgische Eerste Klasse A. In het voorbije seizoen eindigde STVV op de tiende plek in de hoogste afdeling. De Truienaren eindigden het seizoen op de zevende plaats, en misten zo nipt deelname aan play-off I.

## Overzicht
Reeds enkele weken voor het einde van het voorgaande seizoen werd duidelijk dat het contract van trainer Jonas De Roeck niet verlengd zou worden. Op 20 mei 2018 maakte STVV bekend dat het Marc Brys had aangesteld als nieuwe hoofdcoach. Sint-Truiden kende een matige start van het seizoen, met vier gelijke spelen op een rij, gevolgd door een nederlaag. Na een 10 op 12 wist STVV op speeldag 10 een plaats te bemachtigen in de top zes, die recht gaf op deelname aan play-off I. Sint-Truiden zou de rest van de reguliere competitie rond deze zesde plek blijven bengelen. Er werden enkele opmerkelijke resultaten geboekt, zoals een 4-2-thuisoverwinning tegen RSC Anderlecht op speeldag 16. In de laatste rechte lijn naar het einde van de reguliere competitie begon STVV wisselvalliger te presteren, met als gevolg dat het op de laatste speeldag in een rechtstreeks duel met AA Gent moest uitmaken wie het laatste ticket voor play-off I kreeg. STVV verloor in eigen huis met 0-2, waardoor het als zevende eindigde en verwezen werd naar play-off II.
Sint-Truiden nam een goede start in play-off II. Na vier speeldagen stond de club met tien op twaalf aan de leiding comfortabel aan de leiding. Na twee gelijkespelen en een verliespartij tegen Sporting Charleroi verloor STVV echter de koppositie. Sint-Truiden kon deze achterstand niet meer goedmaken en eindigde op de tweede plaats.
In de Beker van België kende Sint-Truiden een gunstige loting, met in de eerste twee rondes twee thuiswedstrijden tegen ploegen uit lagere afdelingen. In de kwartfinale nam STVV het thuis op tegen AA Gent. Deze wedstrijd ging met 1-3 verloren.

## Ploegsamenstelling
| Nr. | Naam                           | Positie      | Nationaliteit  | Geboortedatum     |
| --- | ------------------------------ | ------------ | -------------- | ----------------- |
| 1   | Kenny Steppe                   | Doelman      | België         | 14 november 1988  |
| 2   | Ian Opdenakker                 | Verdediger   | België         | 11 september 1999 |
| 3   | Takehiro Tomiyasu              | Verdediger   | Japan          | 5 november 1998   |
| 4   | Pol García                     | Verdediger   | Spanje         | 18 februari 1995  |
| 5   | Alexis De Sart                 | Middenvelder | België         | 12 november 1996  |
| 6   | Steven De Petter               | Middenvelder | België         | 22 november 1985  |
| 7   | Jordan Botaka                  | Aanvallar    | Congo-Kinshasa | 24 juni 1993      |
| 8   | Ibrahima Sory Sankhon          | Middenvelder | Guinee         | 1 januari 1996    |
| 9   | Duckens Nazon                  | Aanvaller    | Haïti          | 7 april 1994      |
| 10  | Roman Bezoes                   | Middenvelder | Oekraïne       | 26 september 1990 |
| 11  | Yohan Boli                     | Aanvaller    | Ivoorkust      | 17 november 1993  |
| 12  | Samuel Asamoah                 | Aanvaller    | Ghana          | 23 maart 1993     |
| 14  | Alexandre De Bruyn             | Aanvaller    | België         | 4 juni 1994       |
| 16  | Thallyson Augusto Tavares Dias | Verdediger   | Brazilië       | 1 december 1991   |
| 18  | Fabien Antunes                 | Verdediger   | Frankrijk      | 19 november 1991  |
| 19  | Cristian Ceballos              | Middenvelder | Spanje         | 3 december 1992   |
| 20  | Samy Mmaee                     | Verdediger   | België         | 8 september 1996  |
| 21  | Lucas Pirard                   | Doelman      | België         | 10 maart 1995     |
| 22  | Wolke Janssens                 | Verdediger   | België         | 11 januari 1995   |
| 23  | Sascha Kotysch                 | Verdediger   | Duitsland      | 2 oktober 1988    |
| 24  | Casper De Norre                | Middenvelder | België         | 7 februari 1997   |
| 26  | Jorge Teixeira                 | Verdediger   | Portugal       | 27 augustus 1986  |
| 27  | Jonathan Legear                | Aanvaller    | België         | 13 april 1987     |
| 28  | Takahiro Sekine                | Middenvelder | Japan          | 19 april 1995     |
| 29  | Elton Acolatse                 | Aanvaller    | Nederland      | 25 juli 1995      |
| 30  | Samy Bourard                   | Middenvelder | België         | 29 maart 1996     |
| 32  | Maxime Wenssens                | Doelman      | België         | 17 november 2001  |
| 33  | Wataru Endo                    | Middenvelder | Japan          | 9 februari 1993   |
| 35  | Tibo Herbots                   | Doelman      | België         | 7 mei 2001        |

### Trainersstaf
- Marc Brys (hoofdcoach)
- Issame Charaï (hulptrainer)
- Bram Verbist (hulptrainer)

### Transfers
| - Nelson Balongo (Boavista FC) - Mohamed Buya Turay (Dalkurd FF) - Alexandre De Bruyn (Lommel SK) - Wataru Endo (Urawa Red Diamonds) - Pol García (Juventus FC) - Erik Gliha (NK Aluminij) - Paul Gladon (geleend van Wolverhampton Wanderers FC) - Daichi Kamada (geleend van Eintracht Frankfurt) - Kosuke Kinoshita (Halmstads BK) - Yuta Koike (Ryutsu Keizai University FC) - Hamza Massoudi (Standard Luik) - Samy Mmaee (Standard Luik) - Duckens Nazon (Wolverhampton Wanderers FC) - Takahiro Sekine (geleend van FC Ingolstadt 04) - Ibrahima Sory Sankhon (Horoya AC) - Mamadou Sylla Diallo (AA Gent) - Takehiro Tomiyasu (Avispa Fukuoka) - Thallyson Augusto Tavares Dias (Grêmio Novorizontino) - Rai Vloet (vrije speler) | - Kurt Abrahams (KVC Westerlo) - Chuba Akpom (einde uitleenbeurt) - Fabien Antunes (uitgeleend aan KVC Westerlo) - Sergio Ayala (contract ontbonden) - Roman Bezoes (AA Gent) - Samy Bourard (FC Eindhoven) - Mohamed Buya Turay (uitgeleend aan Djurgårdens IF) - Charis Charisis (einde uitleenbeurt) - Casper De Norre (KRC Genk) - Paul Gladon (einde uitleenbeurt) - Dimitris Goutas (einde contract) - Babacar Guèye (Hannover 96) - Stelios Kitsiou (einde uitleenbeurt) - Yuta Koike (uitgeleend aan Kashima Antlers) - Sascha Kotysch (Oud-Heverlee Leuven) - Jonathan Legear (Adana Demirspor) - Lorenzo Matarrese (AS Verbroedering Geel) - Maarten Schevenels (einde contract) - Iebe Swers (RFC Seraing) - Igor Vetokele (einde uitleenbeurt) |

## Oefenwedstrijden
|                                     |                     |       |                     |  |
| Zaterdag 23 juni 2018, 17:30 uur    | KVK Wellen          | 0 - 6 | Sint-Truiden        |  |
|                                     |                     |       |                     |  |
|                                     |                     |       |                     |  |
| Dinsdag 26 juni 2018, 19:00 uur     | Herk-de-Stad FC     | 0 - 6 | Sint-Truiden        |  |
|                                     |                     |       |                     |  |
|                                     |                     |       |                     |  |
| Woensdag 27 juni 2018, 19:00 uur    | KVV Thes Sport      | 0 - 2 | Sint-Truiden        |  |
|                                     |                     |       |                     |  |
|                                     |                     |       |                     |  |
| Woensdag 4 juli 2018, 18:00 uur     | Sint-Truiden        | 2 - 0 | Ross County FC      |  |
|                                     |                     |       |                     |  |
|                                     |                     |       |                     |  |
| Vrijdag 6 juli 2018, 19:00 uur      | Oud-Heverlee Leuven | 3 - 1 | Sint-Truiden        |  |
|                                     |                     |       |                     |  |
|                                     |                     |       |                     |  |
| Donderdag 12 juli 2018, 19:00 uur   | Spouwen-Mopertingen | 0 - 8 | Sint-Truiden        |  |
|                                     |                     |       |                     |  |
|                                     |                     |       |                     |  |
| Zaterdag 14 juli 2018, 18:00 uur    | Lommel SK           | 0 - 1 | Sint-Truiden        |  |
|                                     |                     |       |                     |  |
|                                     |                     |       |                     |  |
| Woensdag 18 juli 2018, 18:30 uur    | Sint-Truiden        | 1 - 1 | Olympiakos Piraeus  |  |
|                                     |                     |       |                     |  |
|                                     |                     |       |                     |  |
| Dinsdag 13 november 2018, 14:00 uur | AA Gent             | 1 - 0 | Sint-Truiden        |  |
|                                     |                     |       |                     |  |
|                                     |                     |       |                     |  |
| Dinsdag 20 november 2018, 14:30 uur | Sporting Lokeren    | 5 - 4 | Sint-Truiden        |  |
|                                     |                     |       |                     |  |
|                                     |                     |       |                     |  |
| Maandag 7 januari 2019, 16:00 uur   | Sint-Truiden        | 1 - 2 | NAC Breda           |  |
|                                     |                     |       |                     |  |
|                                     |                     |       |                     |  |
| Vrijdag 11 januari 2019, 12:00 uur  | Sint-Truiden        | 2 - 5 | TSG 1899 Hoffenheim |  |
|                                     |                     |       |                     |  |
|                                     |                     |       |                     |  |
| Dinsdag 29 januari 2019, 14:30 uur  | Sint-Truiden        | 3 - 2 | Beerschot Wilrijk   |  |
|                                     |                     |       |                     |  |
|                                     |                     |       |                     |  |
| Maandag 11 februari 2019, 14:30 uur | RSC Anderlecht      | 3 - 2 | Sint-Truiden        |  |
|                                     |                     |       |                     |  |
|                                     |                     |       |                     |  |
| Dinsdag 19 februari 2019, 14:00 uur | Sint-Truiden        | 3 - 1 | Malawi              |  |
|                                     |                     |       |                     |  |
|                                     |                     |       |                     |  |
| Woensdag 24 april 2019, 14:30 uur   | Sint-Truiden        | 2 - 1 | RFC Seraing         |  |
|                                     |                     |       |                     |  |

## Eerste Klasse A

### Reguliere competitie

#### Wedstrijden
| | |       | | |
| Zaterdag 28 juli 2018, 20:00 uur | Sint-Truiden | 0 - 0 | Cercle Brugge | |
| Stayen, Sint-Truiden Toeschouwers: 5.346 Scheidsrechter: Bert Put Speeldag 1 Eerste Klasse A 2018-19                                | Roman Bezoes 65' Alexis De Sart 83'                                                                                       |       | 15' Johanna Omolo 47' Aboud Omar 58' Guévin Tormin | Opstelling Sint-Truiden: Kenny Steppe, Jorge Teixeira, Takehiro Tomiyasu, Steven De Petter, Roman Bezoes, Alexandre De Bruyn, Casper De Norre, Alexis De Sart, Yohan Boli, Cristian Ceballos, Jordan Botaka Wissels Sint-Truiden: 60' Alexandre De Bruyn Jonathan Legear 71' Cristian Ceballos Elton Acolatse 84' Yohan Boli Wolke Janssens        |
| | |       | | |
| Zondag 5 augustus 2018, 18:00 uur                                                                                                   | KRC Genk | 1 - 1 | Sint-Truiden | |
| Luminus Arena, Genk Toeschouwers: 17.850 Scheidsrechter: Wim Smet Speeldag 2 Eerste Klasse A 2018-19                                | Ruslan Malinovskyi 68' |       | 18' Takehiro Tomiyasu 40' Samuel Asamoah 71' Wataru Endo 84' Kenny Steppe 85' Jorge Teixeira 89' Yohan Boli                                                   | Opstelling Sint-Truiden: Kenny Steppe, Jorge Teixeira, Takehiro Tomiyasu, Steven De Petter, Jonathan Legear, Roman Bezoes, Casper De Norre, Alexis De Sart, Yohan Boli, Jordan Botaka, Samuel Asamoah Wissels Sint-Truiden: 54' Jonathan Legear Cristian Ceballos 69' Roman Bezoes Wataru Endo                                                     |
| | |       | | |
| Zaterdag 11 augustus 2018, 20:00 uur                                                                                                | Sint-Truiden | 1 - 1 | KSC Lokeren | |
| Stayen, Sint-Truiden Toeschouwers: 5.236 Scheidsrechter: Lothar D'hondt Speeldag 3 Eerste Klasse A 2018-19                          | Mohamed Buya Turay 84' |       | 26' Ari Freyr Skúlason 70' Lukáš Mareček 74' Anton Saroka 78' Guus Hupperts 81' Mehdi Terki 85' Mijat Marić 87' Omri Ben Harush                               | Opstelling Sint-Truiden: Kenny Steppe, Jorge Teixeira, Wataru Endo, Takehiro Tomiyasu, Steven De Petter, Roman Bezoes, Casper De Norre, Yohan Boli, Cristian Ceballos, Jordan Botaka, Duckens Nazon Wissels Sint-Truiden: 61' Duckens Nazon Mohamed Buya Turay 82' Casper De Norre Jonathan Legear                                                 |
| | |       | | |
| Zaterdag 18 augustus 2018, 20:00 uur                                                                                                | Waasland-Beveren | 2 - 2 | Sint-Truiden | |
| Freethielstadion, Beveren Toeschouwers: 3.989 Scheidsrechter: Wim Smet Speeldag 4 Eerste Klasse A 2018-19                           | Joachim Van Damme 3' Opoku Ampomah 9' Aleksandar Boljević 63' Denzel Jubitana 79' Aleksandar Vukotić 90+4'                |       | 32' Wataru Endo 35' Wataru Endo 60' Takehiro Tomiyasu 66' Mohamed Buya Turay 78' Alexis De Sart                                                               | Opstelling Sint-Truiden: Kenny Steppe, Wataru Endo, Takehiro Tomiyasu, Steven De Petter, Roman Bezoes, Alexandre De Bruyn, Casper De Norre, Alexis De Sart, Cristian Ceballos, Jordan Botaka, Mohamed Buya Turay Wissels Sint-Truiden: 66' Alexandre De Bruyn Elton Acolatse 74' Mohamed Buya Turay Yohan Boli 84' Cristian Ceballos Duckens Nazon |
| | |       | | |
| Zaterdag 25 augustus 2018, 18:00 uur                                                                                                | Standard Luik | 3 - 2 | Sint-Truiden | |
| Maurice Dufrasnestadion, Luik Toeschouwers: 23.123 Scheidsrechter: Erik Lambrechts Speeldag 5 Eerste Klasse A 2018-19               | Collins Fai 7' Collins Fai 45+2' Răzvan Marin 53' Mehdi Carcela 56' Christian Luyindama 80' Renaud Emond 90+3'            |       | 17' Roman Bezoes 30' Roman Bezoes 52' Cristian Ceballos 68' Yohan Boli 90+3' Elton Acolatse                                                                   | Opstelling Sint-Truiden: Kenny Steppe, Jorge Teixeira, Wataru Endo, Takehiro Tomiyasu, Steven De Petter, Roman Bezoes, Casper De Norre, Alexis De Sart, Yohan Boli, Cristian Ceballos, Jordan Botaka Wissels Sint-Truiden: 68' Roman Bezoes Elton Acolatse 78' Cristian Ceballos Samuel Asamoah                                                    |
| | |       | | |
| Zaterdag 1 september 2018, 20:00 uur                                                                                                | Sint-Truiden | 1 - 0 | KV Oostende | |
| Stayen, Sint-Truiden Toeschouwers: 4.460 Scheidsrechter: Christof Dierick Speeldag 6 Eerste Klasse A 2018-19                        | Jordan Botaka (pen.) 75' Roman Bezoes 88' Kenny Steppe 89'                                                                |       | 35' Jelle Bataille 81' Goran Milović | Opstelling Sint-Truiden: Kenny Steppe, Jorge Teixeira, Wataru Endo, Takehiro Tomiyasu, Steven De Petter, Roman Bezoes, Casper De Norre, Alexis De Sart, Yohan Boli, Jordan Botaka, Mohamed Buya Turay Wissels Sint-Truiden: 46' Mohamed Buya Turay Duckens Nazon 84' Yohan Boli Takahiro Sekine 90+1' Roman Bezoes Ibrahima Sory Sankhon           |
| | |       | | |
| Zondag 16 september 2018, 20:00 uur                                                                                                 | AA Gent | 1 - 2 | Sint-Truiden | |
| Ghelamco Arena, Gent Toeschouwers: 18.386 Scheidsrechter: Jan Boterberg Speeldag 7 Eerste Klasse A 2018-19                          | Birger Verstraete 44' Dylan Bronn 51'                                                                                     |       | 6' Roman Bezoes 21' Alexis De Sart 34' Jorge Teixeira 67' Yohan Boli 80' Daichi Kamada 86' Roman Bezoes                                                       | Opstelling Sint-Truiden: Kenny Steppe, Jorge Teixeira, Pol García, Takehiro Tomiyasu, Roman Bezoes, Alexis De Sart, Yohan Boli, Cristian Ceballos, Jordan Botaka, Elton Acolatse, Samuel Asamoah Wissels Sint-Truiden: 60' Elton Acolatse Daichi Kamada 73' Cristian Ceballos Duckens Nazon 90+3' Yohan Boli Wataru Endo                           |
| | |       | | |
| Zaterdag 22 september 2018, 20:30 uur                                                                                               | Sint-Truiden | 2 - 0 | Antwerp FC | |
| Stayen, Sint-Truiden Toeschouwers: 7.133 Scheidsrechter: Erik Lambrechts Speeldag 8 Eerste Klasse A 2018-19                         | Casper De Norre 48' Cristian Ceballos 71' Pol García 77' Daichi Kamada 90+1'                                              |       | 58' Dino Arslanagić 67' Sambou Yatabaré | Opstelling Sint-Truiden: Kenny Steppe, Jorge Teixeira, Wataru Endo, Pol García, Takehiro Tomiyasu, Casper De Norre, Alexis De Sart, Yohan Boli, Cristian Ceballos, Jordan Botaka, Samuel Asamoah Wissels Sint-Truiden: 75' Cristian Ceballos Daichi Kamada 86' Pol García Sascha Kotysch 90+2' Yohan Boli Mohamed Buya Turay                       |
| | |       | | |
| Zondag 30 september 2018, 14:30 uur                                                                                                 | RSC Anderlecht | 0 - 0 | Sint-Truiden | |
| Constant Vanden Stockstadion, Anderlecht Toeschouwers: 18.377 Scheidsrechter: Bram Van Driessche Speeldag 9 Eerste Klasse A 2018-19 | Sven Kums 61' |       | 23' Cristian Ceballos | Opstelling Sint-Truiden: Kenny Steppe, Jorge Teixeira, Pol García, Takehiro Tomiyasu, Roman Bezoes, Casper De Norre, Alexis De Sart, Yohan Boli, Cristian Ceballos, Jordan Botaka, Samuel Asamoah Wissels Sint-Truiden: 73' Jordan Botaka Wataru Endo 84' Yohan Boli Jonathan Legear 89' Roman Bezoes Daichi Kamada                                |
| | |       | | |
| Zaterdag 6 oktober 2018, 20:00 uur                                                                                                  | Sint-Truiden | 3 - 1 | RE Moeskroen | |
| Stayen, Sint-Truiden Toeschouwers: 6.196 Scheidsrechter: Kevin Van Damme Speeldag 10 Eerste Klasse A 2018-19                        | Jordan Botaka (pen.) 27' Yohan Boli 84' Daichi Kamada (pen.) 90+2'                                                        |       | 34' Frank Boya 35' Noë Dussenne 40' Frank Boya 42' Bruno Godeau 81' Selim Amallah 89' Alexandros Katranis 90' Noë Dussenne                                    | Opstelling Sint-Truiden: Kenny Steppe, Jorge Teixeira, Pol García, Takehiro Tomiyasu, Roman Bezoes, Casper De Norre, Alexis De Sart, Daichi Kamada, Yohan Boli, Jordan Botaka, Samuel Asamoah Wissels Sint-Truiden: 65' Pol García Jonathan Legear 65' Alexis De Sart Wataru Endo 90+3' Yohan Boli Paul Gladon                                     |
| | |       | | |
| Zaterdag 20 oktober 2018, 20:00 uur                                                                                                 | KV Kortrijk | 3 - 1 | Sint-Truiden | |
| Guldensporenstadion, Kortrijk Toeschouwers: 4.651 Scheidsrechter: Wesley Alen Speeldag 11 Eerste Klasse A 2018-19                   | Jovan Stojanović 25' Jovan Stojanović 45+1' Julien De Sart 70' Rubenilson dos Santos da Rocha 83'                         |       | 7' Daichi Kamada | Opstelling Sint-Truiden: Kenny Steppe, Jorge Teixeira, Wataru Endo, Pol García, Takehiro Tomiyasu, Casper De Norre, Alexis De Sart, Daichi Kamada, Yohan Boli, Jordan Botaka, Samuel Asamoah Wissels Sint-Truiden: 24' Casper De Norre Ibrahima Sory Sankhon 59' Ibrahima Sory Sankhon Elton Acolatse 84' Alexis De Sart Alexandre De Bruyn        |
| | |       | | |
| Zaterdag 27 oktober 2018, 20:00 uur                                                                                                 | Sint-Truiden | 2 - 2 | Club Brugge | |
| Stayen, Sint-Truiden Toeschouwers: 10.132 Scheidsrechter: Jonathan Lardot Speeldag 12 Eerste Klasse A 2018-19                       | Takehiro Tomiyasu 9' Daichi Kamada 18' Jorge Teixeira 70'                                                                 |       | 31' (pen.) Hans Vanaken 41' Siebe Schrijvers 78' (own) Mats Rits 90' Mats Rits                                                                                | Opstelling Sint-Truiden: Kenny Steppe, Jorge Teixeira, Wataru Endo, Pol García, Takehiro Tomiyasu, Alexis De Sart, Daichi Kamada, Yohan Boli, Jordan Botaka, Elton Acolatse, Samuel Asamoah Wissels Sint-Truiden: 60' Alexis De Sart Cristian Ceballos 76' Jordan Botaka Jonathan Legear 84' Elton Acolatse Mohamed Buya Turay                     |
| | |       | | |
| Dinsdag 30 oktober 2018, 20:30 uur                                                                                                  | Sporting Charleroi | 1 - 0 | Sint-Truiden | |
| Stade du Pays de Charleroi, Charleroi Toeschouwers: 7.521 Scheidsrechter: Christof Dierick Speeldag 13 Eerste Klasse A 2018-19      | Cristian Benavente 66' Francisco Martos 75'                                                                               |       | 55' Yohan Boli 63' Jordan Botaka | Opstelling Sint-Truiden: Kenny Steppe, Jorge Teixeira, Wataru Endo, Pol García, Takehiro Tomiyasu, Alexis De Sart, Daichi Kamada, Yohan Boli, Jordan Botaka, Elton Acolatse, Samuel Asamoah Wissels Sint-Truiden: 46' Alexis De Sart Samy Mmaee 75' Wataru Endo Steven De Petter 83' Elton Acolatse Casper De Norre                                |
| | |       | | |
| Zondag 4 november 2018, 20:00 uur                                                                                                   | Sint-Truiden | 2 - 1 | SV Zulte Waregem | |
| Stayen, Sint-Truiden Toeschouwers: 5.377 Scheidsrechter: Jan Boterberg Speeldag 14 Eerste Klasse A 2018-19                          | Samuel Asamoah 38' Daichi Kamada 61' Casper De Norre 74' Elton Acolatse 85' Kenny Steppe 90+1'                            |       | 29' Theo Bongonda 45' Hamdi Harbaoui 76' Hamdi Harbaoui | Opstelling Sint-Truiden: Kenny Steppe, Jorge Teixeira, Wataru Endo, Pol García, Takehiro Tomiyasu, Samuel Asamoah, Daichi Kamada, Casper De Norre, Jordan Botaka, Yohan Boli, Cristian Ceballos Wissels Sint-Truiden: 46' Wataru Endo Alexis De Sart 70' Yohan Boli Elton Acolatse 81' Casper De Norre Mohamed Buya Turay                          |
| | |       | | |
| Zaterdag 10 november 2018, 20:00 uur                                                                                                | KAS Eupen | 1 - 4 | Sint-Truiden | |
| Kehrwegstadion, Eupen Toeschouwers: 3.672 Scheidsrechter: Lawrence Visser Speeldag 15 Eerste Klasse A 2018-19                       | Rocky Bushiri 24' Sulayman Marreh 58' Luis García Fernández 65' Xavi Molina 65'                                           |       | 13' Daichi Kamada 35' Yohan Boli 44' Casper De Norre 55' Daichi Kamada 80' Alexis De Sart 80' Yohan Boli                                                      | Opstelling Sint-Truiden: Kenny Steppe, Jorge Teixeira, Pol García, Takehiro Tomiyasu, Roman Bezoes, Casper De Norre, Alexis De Sart, Daichi Kamada, Yohan Boli, Jordan Botaka, Samuel Asamoah Wissels Sint-Truiden: 68' Roman Bezoes Ibrahima Sory Sankhon 87' Daichi Kamada Jonathan Legear                                                       |
| | |       | | |
| Zondag 25 november 2018, 18:00 uur                                                                                                  | Sint-Truiden | 4 - 2 | RSC Anderlecht | |
| Stayen, Sint-Truiden Toeschouwers: 10.223 Scheidsrechter: Wesley Alen Speeldag 16 Eerste Klasse A 2018-19                           | Roman Bezoes 8' Pol García 55' Elton Acolatse 57' Yohan Boli 60' Takehiro Tomiyasu 62' Daichi Kamada 66' Yohan Boli 90+3' |       | 9' Sebastiaan Bornauw 38' Ivan Santini 52' (pen.) Ivan Santini 64' Ognjen Vranješ 70' Jevhen Makarenko                                                        | Opstelling Sint-Truiden: Kenny Steppe, Jorge Teixeira, Pol García, Takehiro Tomiyasu, Roman Bezoes, Casper De Norre, Alexis De Sart, Daichi Kamada, Yohan Boli, Jordan Botaka, Samuel Asamoah Wissels Sint-Truiden: 56' Jordan Botaka Elton Acolatse 82' Roman Bezoes Jonathan Legear                                                              |
| | |       | | |
| Zaterdag 1 december 2018, 20:00 uur                                                                                                 | Antwerp FC | 1 - 3 | Sint-Truiden | |
| Bosuilstadion, Antwerpen Toeschouwers: 12.244 Scheidsrechter: Bert Put Speeldag 17 Eerste Klasse A 2018-19                          | Sinan Bolat 7' Jonathan Bolingi 77'                                                                                       |       | 9' (pen.) Jordan Botaka 17' (own) Takehiro Tomiyasu 24' Daichi Kamada 37' Roman Bezoes 45' Takehiro Tomiyasu 71' Elton Acolatse 74' Pol García 78' Pol García | Opstelling Sint-Truiden: Kenny Steppe, Takehiro Tomiyasu, Jorge Teixeira, Pol García, Jordan Botaka, Wataru Endo, Alexis De Sart, Samuel Asamoah, Casper De Norre, Roman Bezoes, Daichi Kamada Wissels Sint-Truiden: 57' Roman Bezoes Elton Acolatse 80' Pol García Steven De Petter 87' Alexis De Sart Cristian Ceballos                          |
| | |       | | |
| Zaterdag 8 december 2018, 20:30 uur                                                                                                 | Sint-Truiden | 1 - 1 | Standard Luik | |
| Stayen, Sint-Truiden Toeschouwers: 9.196 Scheidsrechter: Erik Lambrechts Speeldag 18 Eerste Klasse A 2018-19                        | Daichi Kamada 45+1' Pol García 69' Samuel Asamoah 73' Roman Bezoes 80'                                                    |       | 59' Obbi Oulare 62' Collins Fai | Opstelling Sint-Truiden: Kenny Steppe, Jorge Teixeira, Pol García, Takehiro Tomiyasu, Roman Bezoes, Casper De Norre, Alexis De Sart, Daichi Kamada, Yohan Boli, Jordan Botaka, Samuel Asamoah Wissels Sint-Truiden: 84' Alexis De Sart Steven De Petter 88' Yohan Boli Cristian Ceballos                                                           |
| | |       | | |
| Zaterdag 15 december 2018, 20:00 uur                                                                                                | KSC Lokeren | 2 - 0 | Sint-Truiden | |
| Daknamstadion, Lokeren Toeschouwers: 4.900 Scheidsrechter: Nicolas Laforge Speeldag 19 Eerste Klasse A 2018-19                      | Marko Mirić 33' José Cevallos Enríquez 78' Killian Overmeire 81' Mehdi Terki 84'                                          |       | 90+6' Elton Acolatse | Opstelling Sint-Truiden: Kenny Steppe, Jorge Teixeira, Pol García, Takehiro Tomiyasu, Roman Bezoes, Casper De Norre, Alexis De Sart, Daichi Kamada, Yohan Boli, Jordan Botaka, Samuel Asamoah Wissels Sint-Truiden: 46' Alexis De Sart Wataru Endo 85' Pol García Jonathan Legear 86' Jordan Botaka Elton Acolatse                                 |
| | |       | | |
| Zaterdag 22 december 2018, 20:00 uur                                                                                                | Sint-Truiden | 0 - 0 | KV Kortrijk | |
| Stayen, Sint-Truiden Toeschouwers: 5.123 Scheidsrechter: Jan Boterberg Speeldag 20 Eerste Klasse A 2018-19                          | Yohan Boli 17' |       | 18' Ilombe Mboyo | Opstelling Sint-Truiden: Kenny Steppe, Wataru Endo, Pol García, Takehiro Tomiyasu, Steven De Petter, Roman Bezoes, Casper De Norre, Daichi Kamada, Yohan Boli, Jordan Botaka, Samuel Asamoah Wissels Sint-Truiden: 68' Roman Bezoes Alexis De Sart 85' Casper De Norre Elton Acolatse                                                              |
| | |       | | |
| Woensdag 26 december 2018, 14:30 uur                                                                                                | KV Oostende | 1 - 1 | Sint-Truiden | |
| Versluys Arena, Oostende Toeschouwers: 5.326 Scheidsrechter: Kevin Van Damme Speeldag 21 Eerste Klasse A 2018-19                    | Goran Milović 23' Laurens De Bock 33' Indy Boonen 42' Kévin Vandendriessche 59'                                           |       | 4' Jordan Botaka 58' Wataru Endo 78' Samuel Asamoah 90' Roman Bezoes 90' Elton Acolatse                                                                       | Opstelling Sint-Truiden: Kenny Steppe, Wataru Endo, Pol García, Takehiro Tomiyasu, Steven De Petter, Roman Bezoes, Casper De Norre, Daichi Kamada, Yohan Boli, Jordan Botaka, Samuel Asamoah Wissels Sint-Truiden: 62' Yohan Boli Elton Acolatse 68' Wataru Endo Alexis De Sart 84' Daichi Kamada Duckens Nazon                                    |
| | |       | | |
| Vrijdag 18 januari 2019, 20:30 uur                                                                                                  | Sint-Truiden | 2 - 3 | KRC Genk | |
| Stayen, Sint-Truiden Toeschouwers: 11.174 Scheidsrechter: Lawrence Visser Speeldag 22 Eerste Klasse A 2018-19                       | Jordan Botaka 2' Yohan Boli 70' Pol García 90'                                                                            |       | 29' Mbwana Samatta 31' Ruslan Malinovskyi 50' Sander Berge 75' Leandro Trossard 77' Sébastien Dewaest 80' Dieumerci Ndongala 81' Alejandro Pozuelo            | Opstelling Sint-Truiden: Kenny Steppe, Jorge Teixeira, Pol García, Steven De Petter, Takahiro Sekine, Alexis De Sart, Daichi Kamada, Ibrahima Sory Sankhon, Yohan Boli, Jordan Botaka, Samuel Asamoah Wissels Sint-Truiden: 84' Wolke Janssens Takahiro Sekine                                                                                     |
| | |       | | |
| Zaterdag 26 januari 2019, 20:00 uur                                                                                                 | Cercle Brugge | 1 - 2 | Sint-Truiden | |
| Jan Breydelstadion, Brugge Toeschouwers: 4.991 Scheidsrechter: Nicolas Laforge Speeldag 23 Eerste Klasse A 2018-19                  | Johanna Omolo 31' Lloyd Palun 56' Paul Nardi 59' Guévin Tormin 63' Xavier Mercier 82'                                     |       | 38' Jordan Botaka 41' Mamadou Sylla Diallo 64' Yohan Boli | Opstelling Sint-Truiden: Kenny Steppe, Jorge Teixeira, Samy Mmaee, Steven De Petter, Alexis De Sart, Daichi Kamada, Ibrahima Sory Sankhon, Yohan Boli, Jordan Botaka, Elton Acolatse, Samuel Asamoah Wissels Sint-Truiden: 79' Daichi Kamada Mamadou Sylla Diallo 90+2' Elton Acolatse Wolke Janssens 90+4' Yohan Boli Cristian Ceballos           |
| | |       | | |
| Zondag 3 februari 2019, 20:00 uur                                                                                                   | Sint-Truiden | 4 - 1 | KAS Eupen | |
| Stayen, Sint-Truiden Toeschouwers: 4.145 Scheidsrechter: Nathan Verboomen Speeldag 24 Eerste Klasse A 2018-19                       | Jorge Teixeira 4' Daichi Kamada 19' Yohan Boli 36' Pol García 64' Yohan Boli 81' Alexis De Sart 90+2'                     |       | 9' Yuta Toyokawa 49' Sulayman Marreh 63' Yuta Toyokawa 76' Rémi Mulumba                                                                                       | Opstelling Sint-Truiden: Kenny Steppe, Jorge Teixeira, Pol García, Steven De Petter, Alexis De Sart, Daichi Kamada, Ibrahima Sory Sankhon, Yohan Boli, Jordan Botaka, Elton Acolatse, Samuel Asamoah Wissels Sint-Truiden: 88' Daichi Kamada Mamadou Sylla Diallo 90+2' Yohan Boli Wolke Janssens                                                  |
| | |       | | |
| Zaterdag 9 februari 2019, 20:00 uur                                                                                                 | Sint-Truiden | 2 - 1 | Waasland-Beveren | |
| Stayen, Sint-Truiden Toeschouwers: 4.899 Scheidsrechter: Erik Lambrechts Speeldag 25 Eerste Klasse A 2018-19                        | Jordan Botaka (pen.) 18'                                                                                                  |       | 17' Maximiliano Caufriez 22' Francesco Forte 36' Franko Andrijašević 88' (own) Maximiliano Caufriez                                                           | Opstelling Sint-Truiden: Kenny Steppe, Jorge Teixeira, Pol García, Takehiro Tomiyasu, Alexis De Sart, Daichi Kamada, Ibrahima Sory Sankhon, Yohan Boli, Jordan Botaka, Elton Acolatse, Samuel Asamoah Wissels Sint-Truiden: 65' Ibrahima Sory Sankhon Cristian Ceballos 85' Jordan Botaka Kosuke Kinoshita 90+1' Yohan Boli Wolke Janssens         |
| | |       | | |
| Zaterdag 16 februari 2019, 20:00 uur                                                                                                | SV Zulte Waregem | 1 - 1 | Sint-Truiden | |
| Regenboogstadion, Waregem Toeschouwers: 8.631 Scheidsrechter: Kevin Van Damme Speeldag 26 Eerste Klasse A 2018-19                   | Ewoud Pletinckx 15' Ibrahima Seck 16' Marvin Baudry 34' Stef Peeters 75'                                                  |       | 28' Elton Acolatse 82' Yohan Boli | Opstelling Sint-Truiden: Kenny Steppe, Jorge Teixeira, Pol García, Takehiro Tomiyasu, Alexis De Sart, Daichi Kamada, Ibrahima Sory Sankhon, Yohan Boli, Jordan Botaka, Elton Acolatse, Samuel Asamoah Wissels Sint-Truiden: 67' Jorge Teixeira Steven De Petter 76' Alexis De Sart Mamadou Sylla Diallo                                            |
| | |       | | |
| Zondag 24 februari 2019, 20:00 uur                                                                                                  | Sint-Truiden | 3 - 1 | Sporting Charleroi | |
| Stayen, Sint-Truiden Toeschouwers: 7.133 Scheidsrechter: Alexandre Boucaut Speeldag 27 Eerste Klasse A 2018-19                      | Yohan Boli 4' Yohan Boli 31' Yohan Boli 70'                                                                               |       | 27' Dorian Dessoleil 37' Victor Osimhen 60' Marco Ilaimaharitra                                                                                               | Opstelling Sint-Truiden: Kenny Steppe, Pol García, Takehiro Tomiyasu, Steven De Petter, Alexis De Sart, Daichi Kamada, Ibrahima Sory Sankhon, Yohan Boli, Jordan Botaka, Elton Acolatse, Samuel Asamoah Wissels Sint-Truiden: 77' Daichi Kamada Alexandre De Bruyn 90' Jordan Botaka Jorge Teixeira 90+2' Yohan Boli Mamadou Sylla Diallo          |
| | |       | | |
| Zaterdag 2 maart 2019, 20:30 uur | Club Brugge | 1 - 0 | Sint-Truiden | |
| Jan Breydelstadion, Brugge Toeschouwers: 26.233 Scheidsrechter: Nicolas Laforge Speeldag 28 Eerste Klasse A 2018-19                 | Benoît Poulain 43' Hans Vanaken (pen.) 76' Krépin Diatta 89'                                                              |       | 45+1' Yohan Boli 53' Jorge Teixeira 59' Alexis De Sart 60' Ibrahima Sory Sankhon 74' Steven De Petter 87' Jordan Botaka                                       | Opstelling Sint-Truiden: Kenny Steppe, Jorge Teixeira, Pol García, Takehiro Tomiyasu, Alexis De Sart, Daichi Kamada, Ibrahima Sory Sankhon, Yohan Boli, Jordan Botaka, Elton Acolatse, Samuel Asamoah Wissels Sint-Truiden: 70' Ibrahima Sory Sankhon Steven De Petter 83' Alexis De Sart Cristian Ceballos                                        |
| | |       | | |
| Zondag 10 maart 2019, 18:00 uur | RE Moeskroen | 1 - 1 | Sint-Truiden | |
| Le Canonnier, Moeskroen Toeschouwers: 4.207 Scheidsrechter: Jonathan Lardot Speeldag 29 Eerste Klasse A 2018-19                     | Taiwo Awoniyi 33' Frank Boya 37' Nikola Gulan 58' Nikola Gulan 72' Frank Boya 79'                                         |       | 15' Daichi Kamada 56' Yohan Boli 78' Pol García | Opstelling Sint-Truiden: Kenny Steppe, Pol García, Samy Mmaee, Takehiro Tomiyasu, Alexis De Sart, Daichi Kamada, Ibrahima Sory Sankhon, Yohan Boli, Jordan Botaka, Elton Acolatse, Samuel Asamoah Wissels Sint-Truiden: 70' Samy Mmaee Alexandre De Bruyn 83' Alexis De Sart Mamadou Sylla Diallo 90+3' Pol García Steven De Petter                |
| | |       | | |
| Zondag 17 maart 2019, 18:00 uur | Sint-Truiden | 0 - 2 | AA Gent | |
| Stayen, Sint-Truiden Toeschouwers: 11.085 Scheidsrechter: Bram Van Driessche Speeldag 30 Eerste Klasse A 2018-19                    | Ibrahima Sory Sankhon 85'                                                                                                 |       | 17' Roman Jaremtsjoek 60' Roman Jaremtsjoek 85' Vadis Odjidja-Ofoe 90+2' Thomas Kaminski                                                                      | Opstelling Sint-Truiden: Kenny Steppe, Jorge Teixeira, Samy Mmaee, Takehiro Tomiyasu, Alexis De Sart, Daichi Kamada, Ibrahima Sory Sankhon, Yohan Boli, Jordan Botaka, Elton Acolatse, Samuel Asamoah Wissels Sint-Truiden: 63' Elton Acolatse Takahiro Sekine 69' Samy Mmaee Kosuke Kinoshita 82' Alexis De Sart Alexandre De Bruyn               |

#### Resultaten per speeldag
| Speeldag  | 1  | 2  | 3  | 4  | 5  | 6 | 7  | 8  | 9  | 10 | 11 | 12 | 13 | 14 | 15 | 16 | 17 | 18 | 19 | 20 | 21 | 22 | 23 | 24 | 25 | 26 | 27 | 28 | 29 | 30 |
| --------- | -- | -- | -- | -- | -- | - | -- | -- | -- | -- | -- | -- | -- | -- | -- | -- | -- | -- | -- | -- | -- | -- | -- | -- | -- | -- | -- | -- | -- | -- |
| Resultaat | g  | g  | g  | g  | v  | w | w  | w  | g  | w  | v  | g  | v  | w  | w  | w  | w  | g  | v  | g  | g  | v  | w  | w  | w  | g  | w  | v  | g  | v  |
| Punten    | 1  | 2  | 3  | 4  | 4  | 7 | 10 | 13 | 14 | 17 | 17 | 18 | 18 | 21 | 24 | 27 | 30 | 31 | 31 | 32 | 33 | 33 | 36 | 39 | 42 | 43 | 46 | 46 | 47 | 47 |
| Positie   | 10 | 11 | 11 | 10 | 11 | 9 | 8  | 7  | 7  | 6  | 7  | 7  | 7  | 6  | 5  | 5  | 5  | 5  | 5  | 5  | 6  | 8  | 7  | 5  | 5  | 5  | 5  | 5  | 7  | 7  |

#### Eindstand
| Pl. | Club               | Gesp. | W  | G  | V  | GV | GT | Ptn. | Kwalificatie of degradatie      |
| --- | ------------------ | ----- | -- | -- | -- | -- | -- | ---- | ------------------------------- |
| 1   | KRC Genk           | 30    | 18 | 9  | 3  | 63 | 31 | 63   | Play-off I                      |
| 2   | Club Brugge        | 30    | 16 | 8  | 6  | 64 | 32 | 56   | Play-off I                      |
| 3   | Standard Luik      | 30    | 15 | 8  | 7  | 49 | 35 | 53   | Play-off I                      |
| 4   | RSC Anderlecht     | 30    | 15 | 6  | 9  | 49 | 34 | 51   | Play-off I                      |
| 5   | AA Gent            | 30    | 14 | 5  | 10 | 53 | 45 | 50   | Play-off I                      |
| 6   | Antwerp FC         | 30    | 14 | 7  | 9  | 39 | 34 | 49   | Play-off I                      |
| 7   | Sint-Truiden       | 30    | 12 | 11 | 7  | 47 | 36 | 47   | Play-off II                     |
| 8   | KV Kortrijk        | 30    | 12 | 7  | 11 | 44 | 42 | 43   | Play-off II                     |
| 9   | Sporting Charleroi | 30    | 12 | 6  | 12 | 43 | 43 | 42   | Play-off II                     |
| 10  | RE Moeskroen       | 30    | 11 | 7  | 12 | 33 | 33 | 40   | Play-off II                     |
| 11  | SV Zulte Waregem   | 30    | 8  | 9  | 13 | 49 | 60 | 33   | Play-off II                     |
| 12  | KAS Eupen          | 30    | 10 | 2  | 18 | 34 | 57 | 32   | Play-off II                     |
| 13  | Cercle Brugge      | 30    | 7  | 7  | 16 | 35 | 60 | 28   | Play-off II                     |
| 14  | KV Oostende        | 30    | 6  | 10 | 14 | 29 | 52 | 27   | Play-off II                     |
| 15  | Waasland-Beveren   | 30    | 5  | 12 | 13 | 37 | 50 | 27   | Play-off II                     |
| 16  | KSC Lokeren        | 30    | 5  | 5  | 20 | 28 | 53 | 20   | Degradatie naar Eerste Klasse B |

### Play-off II

#### Wedstrijden
| |                                                                                              |       | | |
| Zondag 31 maart 2019, 14:30 uur                                                                                  | Sint-Truiden                                                                                 | 3 - 1 | Sporting Charleroi | |
| Stayen, Sint-Truiden Toeschouwers: 2.685 Scheidsrechter: Wim Smet Speeldag 1 Play-off II                         | Alexis De Sart 44' Cristian Ceballos 80' Ibrahima Sory Sankhon 85' Mamadou Sylla Diallo 90'  |       | 10' Ryota Morioka 53' Jérémy Perbet 90+2' Steeven Willems | Opstelling Sint-Truiden: Kenny Steppe, Takehiro Tomiyasu, Jorge Teixeira, Ibrahima Sory Sankhon, Jordan Botaka, Alexis De Sart, Samuel Asamoah, Wataru Endo, Elton Acolatse, Kosuke Kinoshita, Daichi Kamada Wissels Sint-Truiden: 46' Kenny Steppe Lucas Pirard 65' Kosuke Kinoshita Mamadou Sylla Diallo 75' Alexis De Sart Cristian Ceballos             |
| |                                                                                              |       | | |
| Woensdag 3 april 2019, 20:30 uur                                                                                 | Beerschot Wilrijk                                                                            | 1 - 2 | Sint-Truiden | |
| Olympisch Stadion, Antwerpen Toeschouwers: 1.736 Scheidsrechter: Jan Boterberg Speeldag 2 Play-off II            | Dante Vanzeir 10' Ayrton Mboko 60'                                                           |       | 28' Kosuke Kinoshita 36' Jordan Botaka 45+1' Ibrahima Sory Sankhon 58' (pen.) Jordan Botaka 62' Takehiro Tomiyasu 90+5' Cristian Ceballos                                                | Opstelling Sint-Truiden: Lucas Pirard, Takehiro Tomiyasu, Jorge Teixeira, Ibrahima Sory Sankhon, Jordan Botaka, Alexis De Sart, Samuel Asamoah, Wataru Endo, Elton Acolatse, Kosuke Kinoshita, Daichi Kamada Wissels Sint-Truiden: 55' Elton Acolatse Cristian Ceballos 77' Kosuke Kinoshita Takahiro Sekine 90+4' Alexis De Sart Rai Vloet                 |
| |                                                                                              |       | | |
| Zaterdag 6 april 2019, 20:00 uur                                                                                 | KVC Westerlo                                                                                 | 2 - 2 | Sint-Truiden | |
| 't Kuipje, Westerlo Toeschouwers: 2.312 Scheidsrechter: Christof Dierick Speeldag 3 Play-off II                  | Jens Naessens 23' Maxime Biset 29' Nader Ghandri 57' Nicolas Rommens 69' Kurt Abrahams 77'   |       | 14' Samuel Asamoah 48' Daichi Kamada 70' Daichi Kamada | Opstelling Sint-Truiden: Lucas Pirard, Takehiro Tomiyasu, Jorge Teixeira, Ibrahima Sory Sankhon, Jordan Botaka, Samuel Asamoah, Wataru Endo, Cristian Ceballos, Kosuke Kinoshita, Alexis De Sart, Daichi Kamada Wissels Sint-Truiden: 65' Kosuke Kinoshita Mamadou Sylla Diallo 65' Wataru Endo Takahiro Sekine 90' Cristian Ceballos Alexandre De Bruyn    |
| |                                                                                              |       | | |
| Zaterdag 13 april 2019, 20:00 uur                                                                                | Sint-Truiden                                                                                 | 1 - 0 | KV Oostende | |
| Stayen, Sint-Truiden Toeschouwers: 2.533 Scheidsrechter: Lothar D'Hondt Speeldag 4 Play-off II                   | Mamadou Sylla Diallo 57'                                                                     |       | | Opstelling Sint-Truiden: Lucas Pirard, Jorge Teixeira, Pol García, Takehiro Tomiyasu, Jordan Botaka, Wataru Endo, Alexis De Sart, Samuel Asamoah, Takahiro Sekine, Daichi Kamada, Mamadou Sylla Diallo Wissels Sint-Truiden: 68' Mamadou Sylla Diallo Yohan Boli 78' Alexis De Sart Cristian Ceballos 88' Takahiro Sekine Wolke Janssens                    |
| |                                                                                              |       | | |
| Zaterdag 20 april 2019, 20:30 uur                                                                                | KAS Eupen                                                                                    | 1 - 1 | Sint-Truiden | |
| Kehrwegstadion, Eupen Toeschouwers: 1.998 Scheidsrechter: Bert Put Speeldag 5 Play-off II                        | Rocky Bushiri 24' Sulayman Marreh 46' Alessio Castro-Montes 54'                              |       | 44' Alexis De Sart 49' Daichi Kamada 69' Jorge Teixeira 75' Takahiro Sekine | Opstelling Sint-Truiden: Lucas Pirard, Takehiro Tomiyasu, Jorge Teixeira, Ibrahima Sory Sankhon, Jordan Botaka, Wataru Endo, Alexis De Sart, Samuel Asamoah, Takahiro Sekine, Daichi Kamada, Mamadou Sylla Diallo Wissels Sint-Truiden: 71' Mamadou Sylla Diallo Yohan Boli 79' Takahiro Sekine Elton Acolatse 90+2' Jordan Botaka Samy Mmaee               |
| |                                                                                              |       | | |
| Zondag 28 april 2019, 20:00 uur                                                                                  | Sint-Truiden                                                                                 | 2 - 2 | Beerschot Wilrijk | |
| Stayen, Sint-Truiden Toeschouwers: 4.362 Scheidsrechter: Frederik Geldhof Speeldag 6 Play-off II                 | Ibrahima Sory Sankhon 55' Takahiro Sekine 61' Mamadou Sylla Diallo 66' Takahiro Sekine 90+1' |       | 17' Tarik Tissoudali 28' Gertjan De Mets 40' Brian De Keersmaecker 63' Denis Prychynenko 77' Denis Prychynenko 79' Alexander Maes 90+2' Mike Vanhamel                                    | Opstelling Sint-Truiden: Lucas Pirard, Takehiro Tomiyasu, Pol García, Jorge Teixeira, Jordan Botaka, Wataru Endo, Alexis De Sart, Samuel Asamoah, Takahiro Sekine, Daichi Kamada, Mamadou Sylla Diallo Wissels Sint-Truiden: 48' Pol García Ibrahima Sory Sankhon 60' Jordan Botaka Alexandre De Bruyn 69' Samuel Asamoah Rai Vloet                         |
| |                                                                                              |       | | |
| Zaterdag 4 mei 2019, 18:00 uur                                                                                   | Sporting Charleroi                                                                           | 2 - 0 | Sint-Truiden | |
| Stade du Pays de Charleroi, Charleroi Toeschouwers: 7.161 Scheidsrechter: Lawrence Visser Speeldag 7 Play-off II | Gaëtan Hendrickx 4' Massimo Bruno 62' Marco Ilaimaharitra 70' Núrio Fortuna 86'              |       | 11' Samy Mmaee 49' Takahiro Sekine | Opstelling Sint-Truiden: Lucas Pirard, Takehiro Tomiyasu, Jorge Teixeira, Samy Mmaee, Jordan Botaka, Wataru Endo, Samuel Asamoah, Takahiro Sekine, Daichi Kamada, Alexis De Sart, Mamadou Sylla Diallo Wissels Sint-Truiden: 36' Samy Mmaee Alexandre De Bruyn 71' Alexis De Sart Thallyson Augusto Tavares Dias 81' Mamadou Sylla Diallo Kosuke Kinoshita  |
| |                                                                                              |       | | |
| Zondag 12 mei 2019, 20:00 uur                                                                                    | Sint-Truiden                                                                                 | 2 - 2 | KAS Eupen | |
| Stayen, Sint-Truiden Toeschouwers: 2.253 Scheidsrechter: Nathan Verboomen Speeldag 8 Play-off II                 | Mamadou Sylla Diallo 58' Jordan Botaka 69' Mamadou Sylla Diallo 70' Alexis De Sart 82'       |       | 23' Jean Thierry Lazare Amani 33' Rémi Mulumba 35' Siebe Blondelle 62' Sulayman Marreh 63' Rocky Bushiri 64' Jean Thierry Lazare Amani 71' Sulayman Marreh 90' Jean Thierry Lazare Amani | Opstelling Sint-Truiden: Lucas Pirard, Takehiro Tomiyasu, Samy Mmaee, Alexandre De Bruyn, Jordan Botaka, Samuel Asamoah, Ibrahima Sory Sankhon, Cristian Ceballos, Daichi Kamada, Alexis De Sart, Mamadou Sylla Diallo Wissels Sint-Truiden: 46' Alexandre De Bruyn Elton Acolatse 62' Cristian Ceballos Yohan Boli 87' Mamadou Sylla Diallo Wolke Janssens |
| |                                                                                              |       | | |
| Woensdag 15 mei 2019, 20:30 uur                                                                                  | KV Oostende                                                                                  | 1 - 1 | Sint-Truiden | |
| Versluys Arena, Oostende Toeschouwers: 3.042 Scheidsrechter: Bram Van Driessche Speeldag 9 Play-off II           | Sindrit Guri 37'                                                                             |       | 90+1' Alexis De Sart | Opstelling Sint-Truiden: Kenny Steppe, Jordan Botaka, Takehiro Tomiyasu, Samy Mmaee, Ibrahima Sory Sankhon, Takahiro Sekine, Wataru Endo, Daichi Kamada, Alexis De Sart, Mamadou Sylla Diallo, Yohan Boli Wissels Sint-Truiden: 46' Yohan Boli Cristian Ceballos 59' Ibrahima Sory Sankhon Samuel Asamoah 75' Takahiro Sekine Elton Acolatse                |
| |                                                                                              |       | | |
| Zaterdag 18 mei 2019, 20:00 uur                                                                                  | Sint-Truiden                                                                                 | 2 - 1 | KVC Westerlo | |
| Stayen, Sint-Truiden Toeschouwers: 2.089 Scheidsrechter: Wim Smet Speeldag 10 Play-off II                        | Alexis De Sart (own) 43' Alexis De Sart 73' Kenny Steppe 87' Wolke Janssens 88'              |       | 36' Kel Aidou Ofori Appiah 40' Guillaume De Schryver | Opstelling Sint-Truiden: Kenny Steppe, Jordan Botaka, Takehiro Tomiyasu, Wataru Endo, Ibrahima Sory Sankhon, Takahiro Sekine, Samuel Asamoah, Cristian Ceballos, Alexis De Sart, Daichi Kamada, Yohan Boli Wissels Sint-Truiden: 21' Wataru Endo Wolke Janssens 60' Cristian Ceballos Elton Acolatse 71' Takahiro Sekine Kosuke Kinoshita                   |

#### Overzicht
| Speeldag  | 1 | 2 | 3 | 4  | 5  | 6  | 7  | 8  | 9  | 10 |
| --------- | - | - | - | -- | -- | -- | -- | -- | -- | -- |
| Resultaat | w | w | g | w  | g  | g  | v  | g  | g  | w  |
| Punten    | 3 | 6 | 7 | 10 | 11 | 12 | 12 | 13 | 14 | 17 |
| Positie   | 1 | 1 | 1 | 1  | 1  | 1  | 2  | 2  | 2  | 2  |

#### Eindstand
| Pl. | Club               | Gesp. | W | G | V | GV | GT | Ptn. | Kwalificatie       |
| --- | ------------------ | ----- | - | - | - | -- | -- | ---- | ------------------ |
| 1   | Sporting Charleroi | 10    | 7 | 1 | 2 | 20 | 7  | 22   | Finale play-off II |
| 2   | Sint-Truiden       | 10    | 4 | 5 | 1 | 16 | 13 | 17   |                    |
| 3   | KVC Westerlo       | 10    | 3 | 3 | 4 | 13 | 12 | 12   |                    |
| 5   | KV Oostende        | 10    | 3 | 3 | 4 | 12 | 15 | 12   |                    |
| 4   | KAS Eupen          | 10    | 3 | 2 | 5 | 9  | 15 | 11   |                    |
| 6   | Beerschot Wilrijk  | 10    | 2 | 2 | 6 | 11 | 19 | 8    |                    |

## Beker van België
| |                                                                         |       | | |
| Woensdag 26 september 2018, 20:30 uur                                                                             | Sint-Truiden                                                            | 3 - 0 | KFC Duffel | |
| Stayen, Sint-Truiden Toeschouwers: 1.000 Scheidsrechter: Bert Put 1/16de finales Beker van België 2018-19         | Alexandre De Bruyn 26' Roman Bezoes (pen.) 36' Duckens Nazon 47'        |       | 67' Yannick Rymenants 70' Ilias El Yazidi | Opstelling Sint-Truiden: Kenny Steppe, Takehiro Tomiyasu, Alexis De Sart, Jordan Botaka, Roman Bezoes, Samuel Asamoah, Alexandre De Bruyn, Sascha Kotysch, Casper De Norre, Elton Acolatse, Mohamed Buya Turay Wissels Sint-Truiden: 46' Mohamed Buya Turay Duckens Nazon 60' Alexis De Sart Ibrahima Sory Sankhon 78' Roman Bezoes Paul Gladon |
| |                                                                         |       | | |
| Woensdag 5 december 2018, 20:30 uur                                                                               | Sint-Truiden                                                            | 3 - 2 | KFC Mandel United | |
| Stayen, Sint-Truiden Toeschouwers: 1.500 Scheidsrechter: Kevin Van Damme 1/8ste finales Beker van België 2018-19  | Casper De Norre 60' Elton Acolatse 79' Yohan Boli 84' Daichi Kamada 86' |       | 81' (pen.) Daniel Rodrigo de Oliveira 90+1' Ruben Pyck                                                                                        | Opstelling Sint-Truiden: Kenny Steppe, Sascha Kotysch, Wataru Endo, Pol García, Takehiro Tomiyasu, Steven De Petter, Roman Bezoes, Casper De Norre, Daichi Kamada, Yohan Boli, Jordan Botaka Wissels Sint-Truiden: 46' Steven De Petter Alexis De Sart 65' Roman Bezoes Cristian Ceballos 75' Casper De Norre Elton Acolatse                    |
| |                                                                         |       | | |
| Dinsdag 18 december 2018, 20:45 uur                                                                               | Sint-Truiden                                                            | 1 - 3 | AA Gent | |
| Stayen, Sint-Truiden Toeschouwers: 3.000 Scheidsrechter: Bram Van Driessche Kwartfinales Beker van België 2018-19 | Roman Bezoes 70' Yohan Boli 90' Yohan Boli 90+2'                        |       | 36' Jean-Luc Dompé 57' Roman Jaremtsjoek 61' Jean-Luc Dompé 74' Vadis Odjidja-Ofoe 75' Yannick Thoelen 89' Roman Jaremtsjoek 90+2' Nana Asare | Opstelling Sint-Truiden: Kenny Steppe, Jorge Teixeira, Wataru Endo, Takehiro Tomiyasu, Steven De Petter, Roman Bezoes, Casper De Norre, Alexis De Sart, Daichi Kamada, Elton Acolatse, Samuel Asamoah Wissels Sint-Truiden: 46' Jorge Teixeira Pol García 58' Wataru Endo Yohan Boli 66' Elton Acolatse Jordan Botaka                           |